# Conservazione e restauro della pellicola
La conservazione e il restauro della pellicola comprendono la cura fisica e il trattamento dei materiali a base di pellicola (supporti plastici). Essi includono pellicole fotografiche e pellicole cinematografiche.

## Supporti cinematografici e fotografici

### Nitrato di cellulosa
Il nitrato di cellulosa (1889 circa – 1950 circa) è il primo dei supporti cinematografici. Può essere trovato come pellicola in rotolo, pellicola cinematografica e pellicola in fogli. È difficile determinare le date esatte in cui tutta la produzione della pellicola in nitrato è stata interrotta, tuttavia si sa che Eastman Kodak ha prodotto l'ultima serie nel 1951. Il nitrato di cellulosa è costituito da fibre di cellulosa modificate con acido nitrico per creare un solido di nitrocellulosa. Il nitrato di cellulosa è estremamente infiammabile e capace di bruciare anche in assenza di ossigeno e sott'acqua. È stata la causa di numerosi incendi e perdite di pellicole cinematografiche, materiale fotografico e documenti d'archivio. 

### Acetato di cellulosa
L'acetato di cellulosa è noto anche come pellicola di "sicurezza" e ha iniziato a sostituire la pellicola in nitrato nella fotografia negli anni '20. Esistono diversi tipi di acetato prodotti dopo il 1925, tra cui diacetato (1923 circa - 1955 circa), acetato propionato (1927 - 1949 circa), acetato butirrato (1936 - presente) e triacetato (circa 1950 – presente). Il primo, il diacetato, si è rivelato inferiore al nitrato perché presentava tassi di contrazione elevati. Eastman Kodak lavorò quindi con composti organici misti di cellulosa per creare acetato butirrato e acetato propionato, che furono usati per pellicole in fogli, raggi X, pellicole in rotoli amatoriali e mappe aeree, ma furono comunque ritenuti di qualità inferiore rispetto al nitrato secondo l'industria cinematografica. Successivamente venne prodotto il triacetato, ancora oggi in produzione per la pellicola in bobina.

### Poliestere
Il poliestere (1955-oggi) iniziò a sostituire l'acetato come supporto cinematografico per molti tipi di pellicole in fogli; tuttavia, a causa della sua rigidità, non può essere utilizzata come pellicola in bobina. Il poliestere può anche essere identificato come pellicola di "sicurezza". È intrinsecamente più stabile sia del nitrato di cellulosa che dell'acetato di cellulosa, perché è un polimero sintetico inerte (chimicamente inattivo). Mostra stabilità chimica e prestazioni fisiche molto buone. È possibile utilizzare un test di polarizzazione per identificare il poliestere dall'acetato o dal nitrato di cellulosa. Se osservato tra filtri a polarizzazione incrociata, il poliestere mostrerà i colori di interferenza rosso e verde, simili a un motivo moiré arcobaleno. Le pellicole in nitrato e acetato non mostreranno questi colori di interferenza. 

## Formati delle pellicole

### Pellicola destinata al movimento
Le pellicole in rotolo perforate vengono create per la vendita o la distribuzione nelle sale, tipicamente disponibili in 35 mm, ma anche 65 mm, 70 mm e altri spessori. Visto su bobine, rotoli, strisce o telai. Può essere nitrato, acetato o poliestere. 

### Pellicola di piccolo calibro
Si trova in rotoli corti e può essere tagliato dopo la lavorazione in strisce o immagini singole. Include negativi per fotocamere fisse da 35 mm, pellicole in rotolo da 120 e 220 e pellicole per diapositive (lucidi). Può essere nitrato, acetato o poliestere. 

### Pellicola fissa (rotolo)
Si trova in rotoli corti e può essere tagliata dopo la lavorazione in strisce o immagini singole. Include negativi per fotocamere fisse da 35 mm, pellicole in rotolo da 120 e 220 e pellicole per diapositive (lucidi). Può essere nitrato, acetato o poliestere. 

### Pellicola magnetica[7]
Pellicola in rotolo con rivestimento ferromagnetico. Visto su rotoli o bobine e una varietà di calibri. Può essere acetato o poliestere. 

### Pellicola "aerial"
Fogli o pellicole in bobina nei formati 4x5, 8x10 e 10x10; può unire singoli fogli in rotoli più grandi. Può essere nitrato, acetato o poliestere. 

### Microfilm
Pellicola in rotolo nelle larghezze 35 mm e 16 mm e microfiche da 105 mm. Possono essere bobine, rotoli, carte o fogli. Può essere acetato o poliestere. 

### Pellicola in fogli
Fogli singoli di pellicola comunemente presenti nei formati 4x5, 5x7 e 8x10 pollici (circa 10x12 cm, 12x17 cm e 20x25 cm). Conosciuto anche come "pellicola piatta". Può essere di nitrato, acetato o poliestere. 

### Pellicola a raggi X
Pellicola in fogli di grande formato, 8x10 o superiore. Può essere nitrato, acetato o poliestere. 

## Agenti di deterioramento

### Temperatura e umidità
Il deterioramento dei negativi sia in nitrato di cellulosa che in acetato di cellulosa dipende fortemente dalla temperatura e dall'umidità relativa. La conservazione dei materiali a temperatura ambiente o più calda e con elevata umidità causerà inevitabilmente un deterioramento. Fluttuazioni estreme della temperatura e dell’umidità relativa aumenteranno rapidamente il tasso di deterioramento.

### Esposizione alla luce
Si sconsiglia l'esposizione permanente delle fotografie; la maggior parte dei materiali fotografici sono vulnerabili in varia misura al deterioramento causato dalla luce. I danni causati dalla luce sono cumulativi e dipendono dall’intensità, dalla durata dell’esposizione e dalla lunghezza d’onda della radiazione. La luce visibile nella parte blu dello spettro (da 400 a 500 nanometri) e la radiazione ultravioletta (UV) (regione da 300 a 400 nanometri) sono particolarmente dannose. La luce solare e la luce fluorescente standard sono entrambe forti fonti di raggi UV. Le diapositive a colori sono particolarmente suscettibili allo sbiadimento se esposte sia alla luce visibile che ai raggi UV. 

### Inquinamento
L'inquinamento atmosferico attacca le fotografie sotto forma di gas ossidanti, particolato, gas acidi e solforati e fumi ambientali. I gas ossidanti sono composti principalmente dall’inquinamento creato dai combustibili fossili come carbone e petrolio, il quale può far sbiadire le immagini fotografiche. Il particolato, come le particelle di fuliggine e cenere derivanti dai processi di produzione, è presente in abbondanza all'aperto e può entrare in biblioteche o archivi dove sono presenti pellicole attraverso condotti di riscaldamento e raffreddamento, porte e finestre. Il particolato, che può essere grasso, abrasivo e chimicamente o biologicamente attivo, si deposita sugli scaffali e sui materiali di raccolta e crea polvere che si diffonde ad altri materiali quando vengono maneggiati. I sottoprodotti della combustione combinati con l'umidità nell'atmosfera rappresentano un altro rischio per i materiali fotografici. Questi acidi attaccano tutti i componenti delle fotografie e fanno sbiadire le immagini argentate e i supporti di carta e cartone scoloriscono e diventano fragili. I fumi ambientali possono essere particolarmente dannosi per le immagini fotografiche anche in piccole quantità. 

### Scarsa capacità di archiviazione
Una archiviazione inadeguata, come la mancanza di protezioni adeguate, può portare al deterioramento a causa dell'esposizione alla luce e all'inquinamento. Inoltre, i materiali che non vengono conservati con cura e sicurezza possono sfregare l'uno contro l'altro, provocando graffi e abrasioni. La conservazione delle pellicole in scantinati, soffitte o garage può causare un rapido deterioramento a causa di sbalzi estremi di temperatura e umidità, ma anche a causa dell'esposizione a insetti e roditori. La conservazione dei materiali sul pavimento può anche aumentare il rischio di danni causati da perdite d'acqua. 

### Scarsa maneggevolezza e cattivo utilizzo
La pellicola può essere maneggiata in modo errato causando danni fisici. Maneggiarla su postazioni di lavoro sporche o utilizzare rulli scadenti per pellicole cinematografiche può causare sporco, graffi e abrasioni. Possono verificarsi strappi quando la pellicola viene sollecitata durante l'avvolgimento o la proiezione. Anche l'uso ripetuto, compreso l'inserimento e la rimozione ripetuti della pellicola da contenitori, può causare graffi e abrasioni. L'ignoranza, la negligenza e la disattenzione rappresentano una percentuale significativa dei danni alle pellicole. 

### Elaborazione chimica impropria
Un grave deterioramento dell'argento si verifica quando le fotografie non vengono elaborate e lavate correttamente. Nel corso del tempo, il fissatore residuo rimasto nella fotografia fa sì che l'immagine, il legante e il supporto diventino gialli o marroni e l'immagine argentata sbiadisca. L’alta temperatura e l’umidità accelerano questo processo. Le fotografie che non sono state fissate correttamente rimangono sensibili alla luce e potrebbero scurirsi se esposte alla luce. 

## Deterioramento dei nitrati
Il nitrato di cellulosa è chimicamente instabile; il decadimento è irreversibile e autocatalitico. Quando la pellicola si deteriora diventa gialla, fragile e appiccicosa. L'emissione di gas di nitrato produce prodotti pericolosi e corrosivi (gli ossidi di azoto formano acido nitrico) insieme ad un odore acre che causano lo sbiadimento dell'immagine d'argento, la decomposizione del legante gelatinoso e l'eventuale distruzione del supporto plastico e del materiale dell'immagine. Questi prodotti (acido nitrico, ossido nitrico e biossido di azoto) sono distruttivi per altri negativi su pellicola e in particolare per le stampe fotografiche. Altri manufatti, ad esempio i metalli, verranno danneggiati dalla vicinanza a materiale nitrato deteriorato. Tali gas possono causare irritazioni alla pelle, agli occhi e alle vie respiratorie. È stata notata anche sensibilità allergica, vertigini e stordimento. 

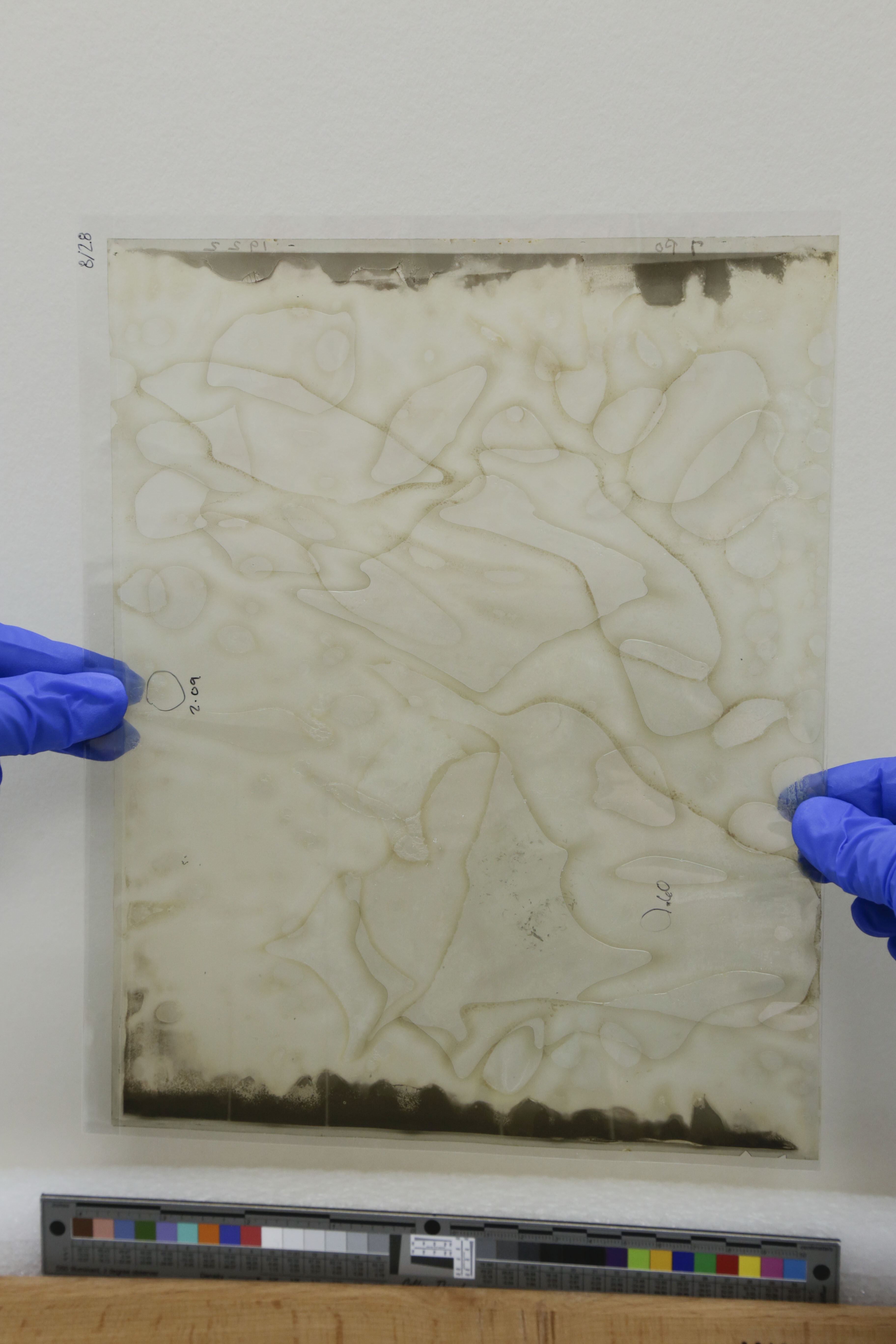
Un negativo in nitrato di cellulosa che ha raggiunto gli stadi più gravi di deterioramento; non è rimasto alcun contenuto dell'immagine originale.

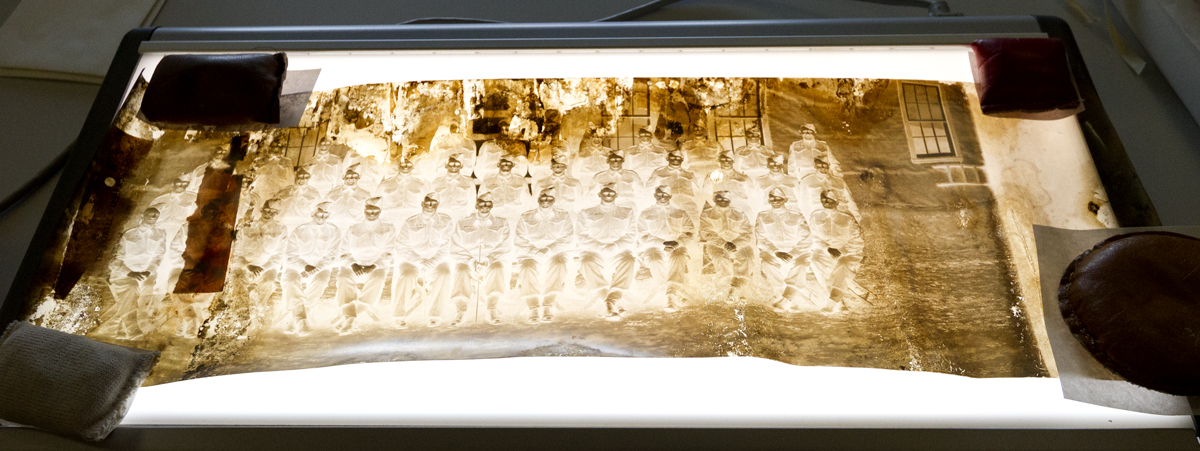
Scatola luminosa che mostra un negativo di nitrato di una fotografia panoramica che presenta segni di deterioramento.

### Tipi di deterioramento

#### Indebolimento
Causato dalla perdita di elasticità nel tempo della pellicola. La pellicola può spezzarsi o rompersi sotto sforzo e non avrà più flessibilità. 

#### Restringimento
La perdita della dimensionalità originaria della pellicola è irreversibile. 

#### Distorsione
La distorsione è causata da un restringimento irregolare lungo la dimensione della pellicola e inizia a deformarsi o arricciarsi. Ciò può essere dovuto alla differenza di ritiro tra gli strati di pellicola e di emulsione, oppure ad aree della pellicola che iniziano a restringersi più di altre aree. La distorsione temporanea può essere invertita, ma la distorsione permanente no. 

#### Decomposizione della gelatina e della base
Quando la pellicola è esposta a umidità, calore e acidi, vengono prodotti ossidi di azoto, che creano acido nitrico. Questi promuovono la corrosione dell'argento e decompongono lo strato di emulsione di gelatina. Le reazioni chimiche che si verificano provocano un ulteriore decadimento dei nitrati. Si verificano morbidezza e appiccicosità e l'immagine inizia a svanire. Questo è irreversibile. 

#### Sbiadimento dell'argento (bianco e nero)
Se esposto all'umidità dell'ambiente e a vari inquinanti, l'argento dell'immagine si corroderà, creando una lucentezza metallica riflettente sul lato dell'emulsione. In genere inizia ai bordi della pellicola. Contenitori e sistemi di archiviazione di scarsa qualità possono accelerare il processo. 

#### Difetti redox
Piccoli punti rosa, arancioni o gialli che si trovano nell'area dell'immagine e spesso nei microfilm. Essi sono creati dall'ossidazione locale dell'argento metallico a causa dell'umidità e degli inquinanti nell'ambiente. 

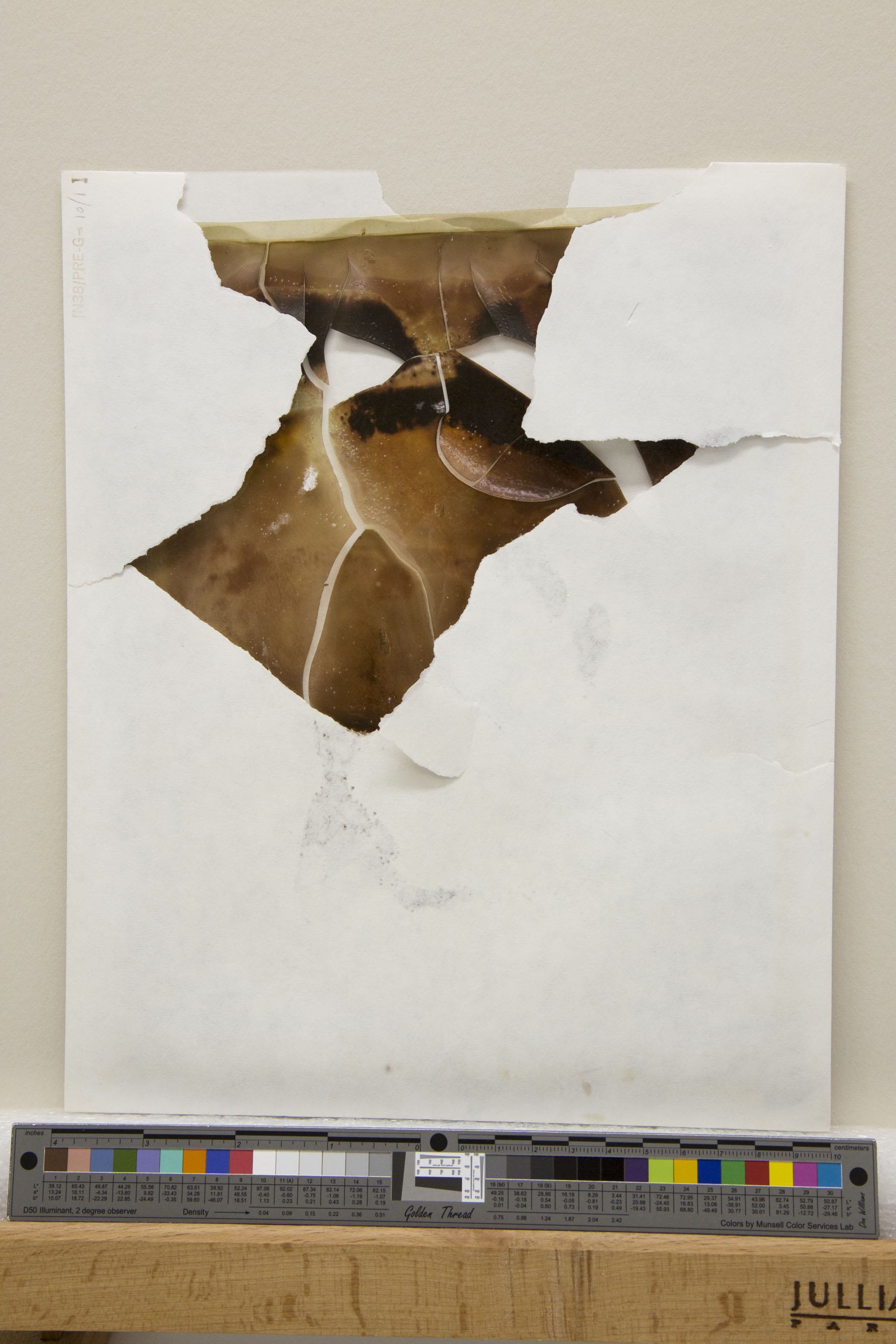
Deterioramento di un negativo in nitrato di cellulosa che ha aderito al suo involucro e che si è deteriorato.

### Livelli di deterioramento
Il deterioramento della pellicola di nitrato è spesso classificato in sei fasi, o livelli: 
- Livello 1: Nessun deterioramento
- Livello 2: La pellicola diventa gialla. La gelatina d'argento può iniziare a "specchiarsi"
- Livello 3: La pellicola diventa appiccicosa ed emette un forte odore nocivo (acido nitrico)
- Livello 4: La pellicola diventa di colore ambrato e l'immagine inizia a sbiadire
- Livello 5: La pellicola diventa morbida perdendo resistenza e può aderire alla pellicola adiacente, alle custodie e ad altri materiali
- Livello 6: La pellicola degenera in una polvere acida brunastra

## Deterioramento dell'acetato
Sebbene sia considerato una "pellicola di sicurezza" in quanto produce meno rischi del nitrato, l'acetato di cellulosa deve ancora affrontare problemi di stabilità. Il deterioramento dell'acetato è autocatalitico proprio come il nitrato: una volta avviato il processo di deterioramento, i prodotti di degradazione inducono un ulteriore degrado. Se non adeguatamente curato e conservato, l'acetato di cellulosa diventerà acido e dovrà affrontare molti degli stessi problemi affrontati dal nitrato. L'acetato deteriorato può anche emettere un odore notevole e può causare le stesse irritazioni alla pelle, agli occhi e alle vie respiratorie del nitrato, oltre a vertigini e stordimento. 

### Tipi di deterioramento

#### Sindrome dell'aceto
La sindrome dell'aceto è il rilascio di acido acetico, che produce un forte odore di aceto. Le strisce AD sono strisce di carta patinata in grado di rilevare e misurare la gravità della sindrome dell'aceto nelle raccolte di pellicole. Le strisce cambiano colore, passando dal blu al verde, in base al livello di acidità riscontrato. Se il livello della striscia AD rimane blu, la pellicola è in buone condizioni e non è presente alcun deterioramento. Se il livello della striscia AD diventa giallo, la condizione della pellicola è critica, creando un possibile rischio di manipolazione e deve essere congelata immediatamente. 

#### Indebolimento
Stesso effetto presente nel deterioramento dei nitrati. 

#### Supporto anti-alone

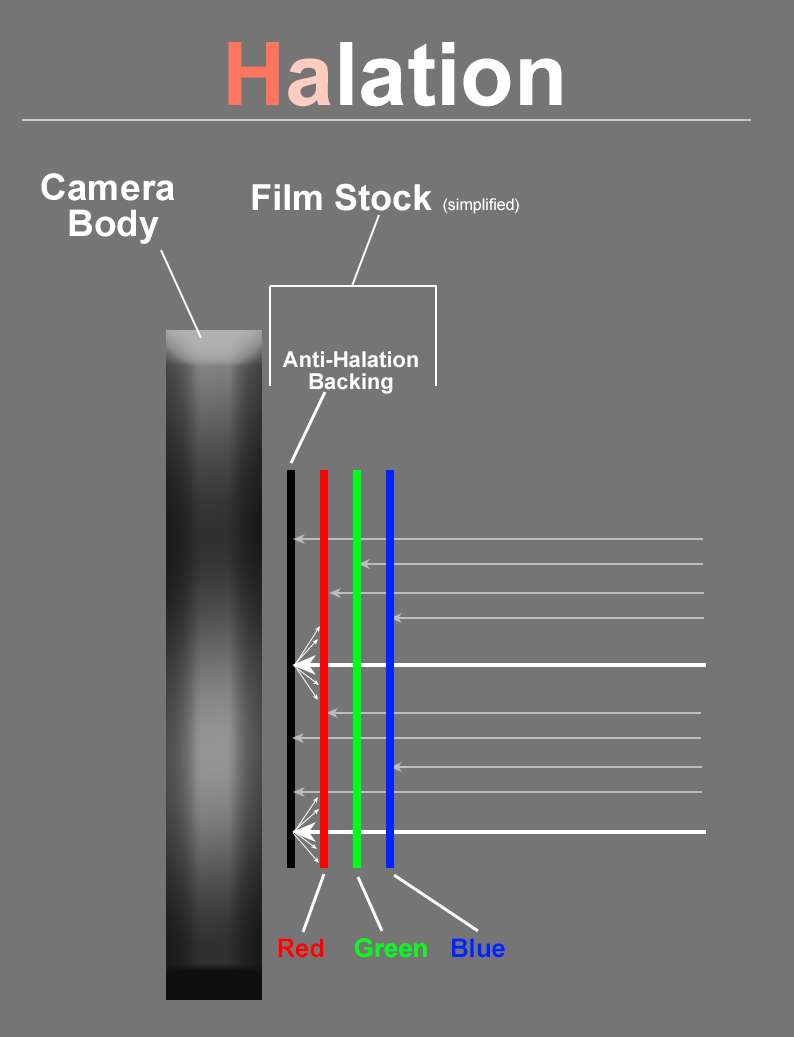
Anatomia dell'alone: la luce in entrata penetra negli strati blu, verdi e rossi della pellicola, quindi viene assorbita solo parzialmente dal supporto anti-alone. I raggi più forti rimbalzano nello strato rosso e creano aloni.

L'acido acetico rilasciato nei negativi di acetato di cellulosa può innescare il recupero dei coloranti nello strato di supporto, noto come strato anti-alone, conferendo al negativo un aspetto blu o rosa. Ciò è irreversibile. 
Un supporto anti-alone (anti-halation backing) è uno strato presente in molte pellicole fotografiche - e in quasi tutte le pellicole destinate alle fotocamere cinematografiche - ed è solitamente un rivestimento che si trova sul retro della base della pellicola. Il suo scopo è quello di assorbire la luce che passa attraverso l'emulsione, impedendo così che venga riflessa. Ciò impedisce la formazione di un effetto simile ad un alone attorno ai punti luminosi o ai bordi dell'immagine. 

#### Essudazione del plastificante
Additivi plastificanti che si spostano sulla superficie della pellicola e formano cristalli o bolle quando la pellicola di acetato si deteriora. Ciò è irreversibile. 

#### Restringimento
La perdita della dimensionalità originaria della pellicola è irreversibile, come nel deterioramento dei nitrati. 

#### Distorsione
Stesso effetto presente nel deterioramento dei nitrati. 

#### Canalizzazione e delaminazione

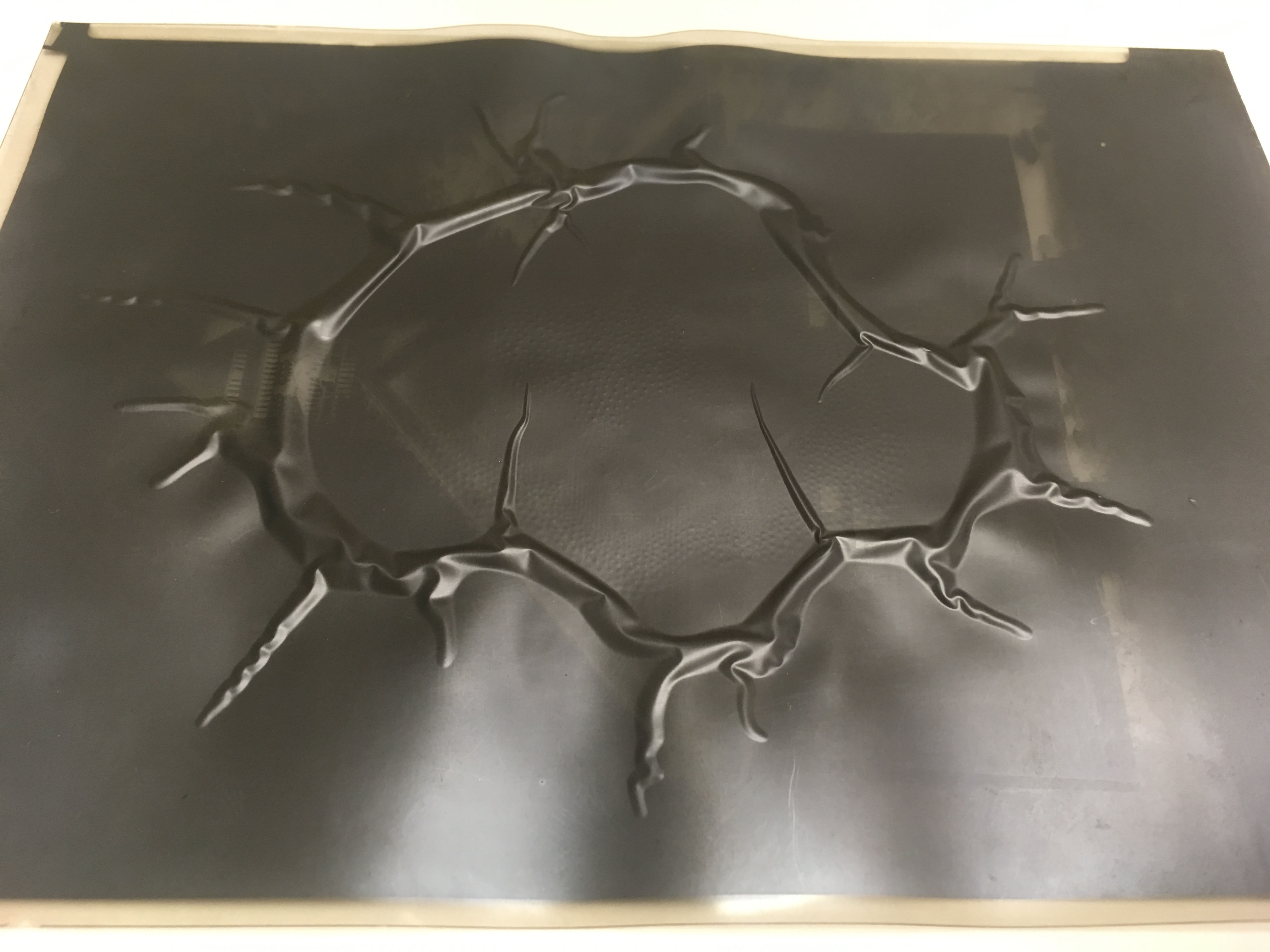
Un negativo in acetato di cellulosa che si sta deteriorando; lo strato di gelatina si sta separando dal supporto filmico (canalizzazione).

Quando la pellicola decade, da essa viene rilasciato acido acetico, che provoca la separazione dello strato di gelatina dal supporto della pellicola. Si tratta di una forma avanzata di decadimento dell'acetato e può essere accompagnata da indebolimento e trasudazione di plastificanti. Sebbene la delaminazione sia irreversibile, professionisti qualificati possono eseguire trattamenti di conservazione per salvare l'immagine. 

#### Dissolvenza della tintura (colore)
Presente nelle pellicole a colori, lo sbiadimento riduce la densità complessiva dell'immagine con conseguente perdita di contrasto e cambiamenti nel bilanciamento del colore. Questo è irreversibile, tuttavia, è possibile utilizzare tecniche di restauro digitale per approssimare il bilanciamento del colore e le informazioni originali. 

#### Sbiadimento dell'argento (bianco e nero)
Stesso effetto presente nel deterioramento dei nitrati. 

#### Difetti redox
Stesso effetto presente nel deterioramento dei nitrati. 

### Livelli di deterioramento
Il deterioramento dell'acetato di cellulosa è spesso classificato nei seguenti livelli o fasi: 
- Livello 1: Nessun deterioramento
- Livello 2: I negativi iniziano ad arricciarsi e i colori anti-alone vengono rilasciati
- Livello 3: Comparsa della sindrome dell'aceto (odore di aceto), nonché restringimento e fragilità
- Livello 4: Deformazione
- Livello 5: Formazione di bolle e cristalli
- Livello 6: Formazione della canalizzazione

## Deterioramento del poliestere
Poiché il poliestere è una plastica inerte e stabile, non presenta gli stessi problemi di deterioramento delle pellicole di celluloide. Il poliestere può essere conservato a temperatura ambiente e non necessita di celle frigorifere per la conservazione. Il poliestere viene utilizzato anche come opzione di custodia per l'archiviazione di materiali, come i prodotti a marchio Mylar e Melinex.

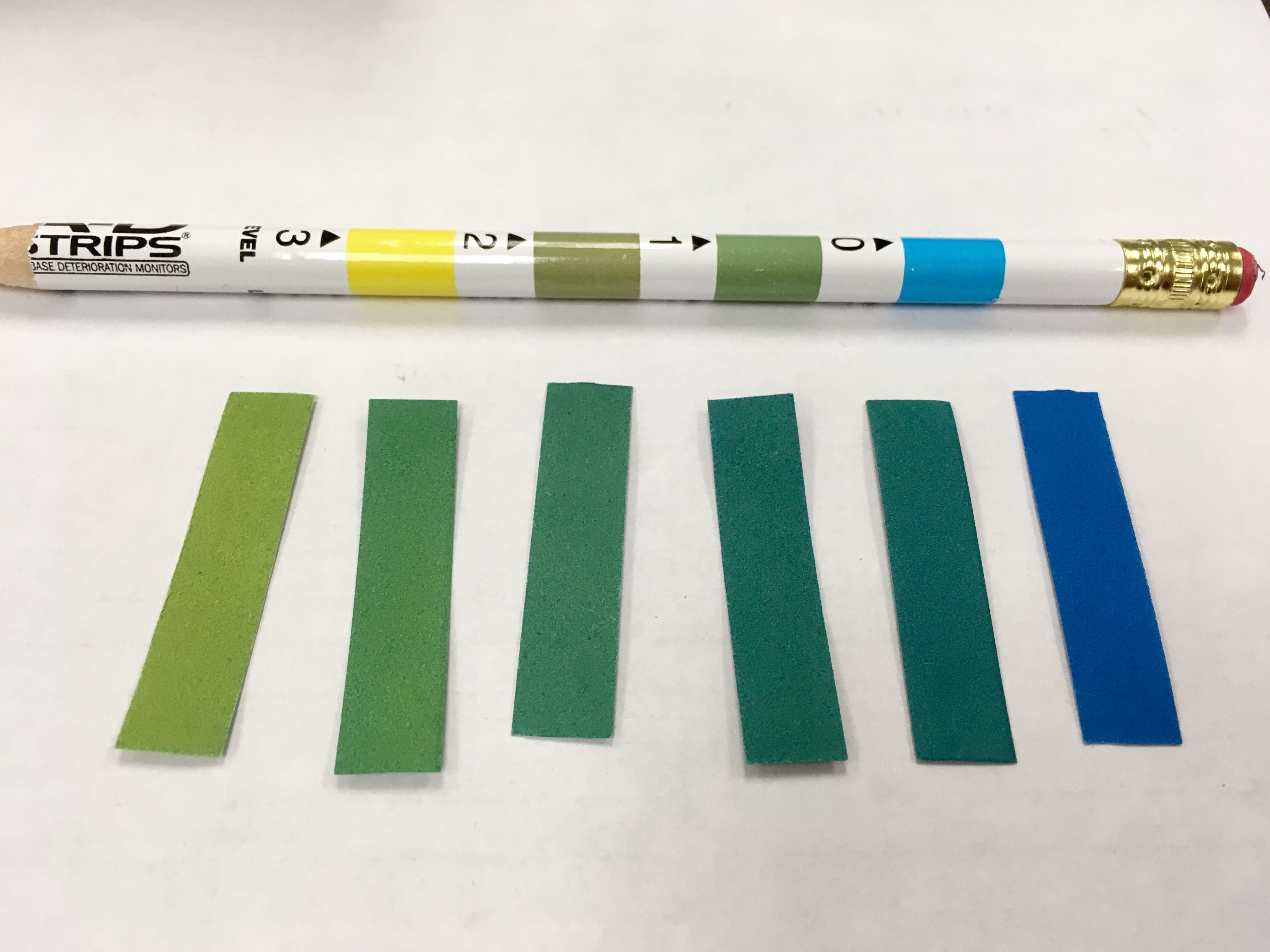
Strisce AD utilizzate per monitorare il livello di acido acetico e la degradazione dei negativi, testando il livello di "sindrome dell'aceto".

### Tipi di deterioramento

#### Dissolvenza della tintura (colore)
Sebbene la pellicola di poliestere sia stabile, i coloranti cromogenici presenti nei negativi a colori sui supporti in poliestere non sono permanenti e possono sbiadire rapidamente a temperatura ambiente. 

## Strategie di conservazione preventiva
Le azioni preventive di conservazione, come il monitoraggio ambientale, la buona conservazione e la promozione di una corretta gestione attraverso la formazione del personale e degli utenti, avranno un impatto positivo e duraturo sulla conservazione di una collezione. 

### Controlli di temperatura e umidità

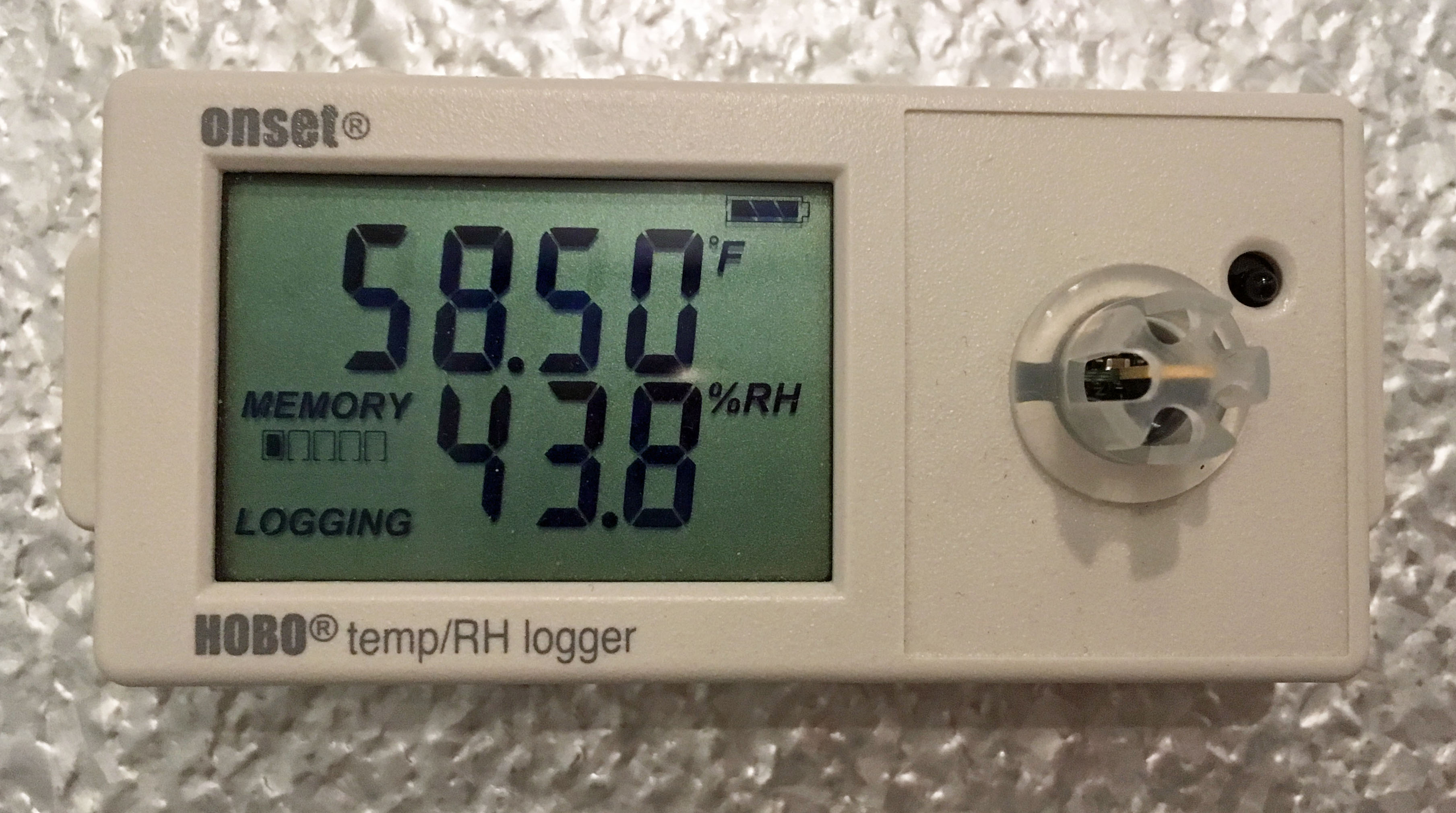
Data logger utilizzato per monitorare la temperatura e l'umidità relativa.

Mantenere la pellicola fredda e asciutta è l'ideale; tuttavia, un ambiente fresco (da 4 a 15° C) è migliore della temperatura ambiente o superiore poiché rallenterà il processo di deterioramento. Le migliori condizioni di conservazione sono ambienti freddi (da -15° a 4°C) e asciutti (dal 30% al 40% di umidità relativa) per nitrato di cellulosa, pellicole in acetato di cellulosa sia a colori che in bianco e nero, e pellicole a colori su supporti poliestere. La pellicola in bianco e nero su supporti in poliestere può essere conservata a una temperatura di 18º C o inferiore e con un'umidità relativa compresa tra il 30% e il 40%. 

### Conservazione a freddo

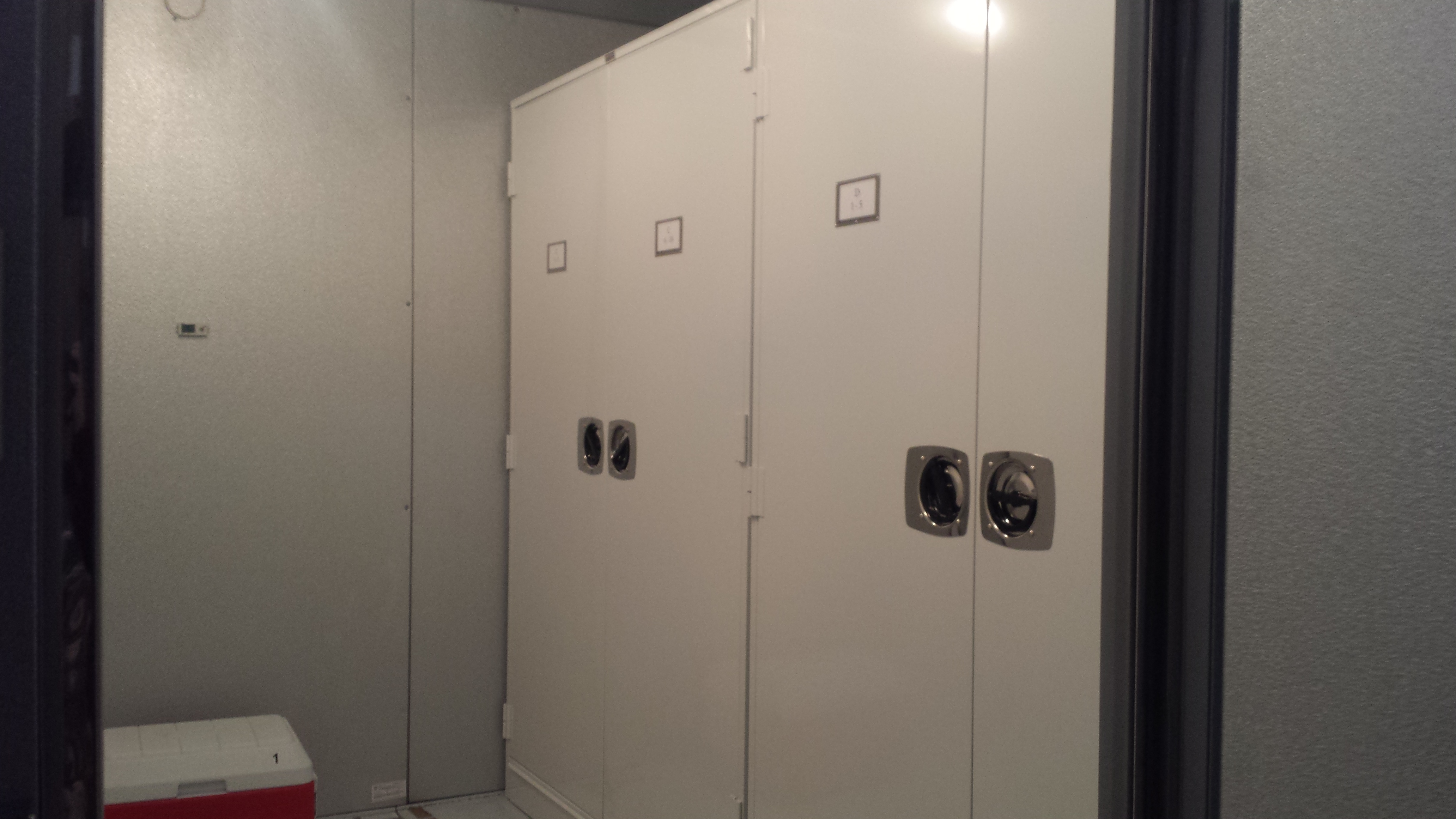
Un esempio di armadietti all'interno di una grande cabina congelatrice per la conservazione a freddo di pellicole di celluloide.

Il congelamento della pellicola è un buon metodo per mantenerla a temperatura ideale per preservarla a lungo termine. A temperature gelide infatti, la decomposizione naturale del nitrato e dell'acetato di cellulosa viene rallentata. Si prevede che la conservazione a freddo prolunghi la durata dei negativi in acetato di un fattore dieci o più. 

### Controllo dell'archiviazione
Si consigliano tre strati di protezione per la conservazione di materiali fotografici su pellicola. I negativi e i positivi devono essere inseriti in buste, le quali vanno poi riposte in una scatola o in un cassetto, e a loro volta sugli scaffali o in un armadietto. Le pellicole cinematografiche e i microfilm devono essere conservati in contenitori non sigillati negli armadietti o sugli scaffali. Etichette prive di acidi, prive di lignina o tamponate non garantiscono che un materiale sia sicuro da usare con materiali fotografici. Le carte chimicamente inerti possono essere dannose per l'immagine fotografica; l'unico modo per essere certi della stabilità della carta è acquistare materiali che abbiano superato il Photographic Activity Test (PAT). Ci sono considerazioni da fare anche per quanto riguarda gli involucri di carta o di plastica. Fattori quali l'uso, la movimentazione e il costo dovrebbero essere considerati quando si selezionano i materiali di archiviazione.
I materiali in pellicola devono essere conservati in stanze interne, lontano da pareti esterne e in luoghi con sbalzi di temperatura estremi. Inoltre non devono essere conservati vicino a fonti di calore (luce solare, radiatori, stufe), acqua (bagni, irrigatori) o vicino a prodotti chimici o fumi di scarico. Gli ambienti di stoccaggio devono essere regolarmente monitorati per verificare i controlli di temperatura e umidità, i sistemi HVAC e l'assenza di parassiti. Le quantità di pellicola di nitrato superiori a 11 kg sono soggette agli standard di stoccaggio e manipolazione prescritti dalla National Fire Protection Association (NFPA). 
I negativi gravemente deteriorati di qualsiasi tipo dovrebbero essere isolati da quelli in buone condizioni. 

### Controllo della luce
I materiali fotografici devono essere sempre coperti quando non vengono utilizzati. La conservazione dei materiali a base di pellicola in contenitori e scatole manterrà la luce lontana da essi. Quando si espongono o si utilizzano questi materiali, è necessario utilizzare un livello di illuminazione basso. L'installazione di lampadine a bassa emissione di raggi UV o di manicotti per lampadine fluorescenti che assorbono i raggi UV può aiutare a eliminare questo problema. Anche i vetri delle finestre con filtro UV o l'installazione di tende per finestre possono essere d'aiuto. Lampadine e manicotti a bassa emissione UV sono disponibili da diversi produttori. I livelli di luce nelle aree di stoccaggio possono essere controllati anche mediante l'uso di interruttori di spegnimento temporizzati. Panni scuri o fogli di cartoncino (carta pesante) o passepartout dovrebbero essere disponibili nelle sale di lettura per coprire gli oggetti quando non vengono utilizzati dai lettori. 

### Controllo dell'inquinamento
L'aria che entra nell'area di stoccaggio deve essere filtrata e purificata per rimuovere particolato e materia gassosa. Un sistema di filtraggio ben progettato comprende filtri in cellulosa o fibra di vetro che rimuovono il particolato e un sistema di assorbimento chimico che filtra gli inquinanti gassosi. I filtri dell'aria devono essere cambiati regolarmente per essere efficaci. Anche la circolazione dell'aria dovrebbe essere controllata periodicamente. 

### Controllo della gestione
Quando si maneggia la pellicola, l'utente deve sempre avere le mani pulite e indossare guanti (cotone o nitrile) per evitare impronte o graffi. Dovrebbe maneggiarla sempre la pellicola dal bordo per evitare di toccare la superficie dell'immagine. Gli utenti devono prestare attenzione quando rimuovono la pellicola dagli involucri per evitare graffi o abrasioni. Non bisognerebbe forzare mai la pellicola arrotolata per appiattirla se è fragile, poiché potrebbe spezzarsi o rompersi. Si dovrebbe lavorare sempre in un ambiente ordinato e pulito, ben illuminato e ventilato. È inoltre utile evitare di indossare gioielli, come collane lunghe, che potrebbero graffiare accidentalmente la pellicola durante la sua manipolazione. Cibo e bevande devono essere conservati in una stanza separata o a distanza di sicurezza dai materiali della pellicola. Si consiglia inoltre di limitare i tempi di esposizione alle pellicole di celluloide e di indossare occhiali protettivi e respiratore. 

### Digitalizzazione
Eventuali negativi che presentino segni di deterioramento dovranno essere digitalizzati il prima possibile. Senza un restauro immediato seguito da un passaggio ad un'adeguata conservazione a lungo termine, i fattori ambientali che hanno causato i primi segni di danno continueranno, portando alla fine a danni irreparabili e alla perdita permanente del contenuto del film o della fotografia. I negativi nitrato e di sicurezza che devono essere maneggiati ma sono in buone condizioni dovrebbero comunque essere generalmente digitalizzati. L'immagine digitale può quindi essere utilizzata come copia di accesso mentre l'originale rimane in cella frigorifera. È disponibile un'ampia gamma di sistemi digitali per l'acquisizione e l'archiviazione di immagini fotografiche e un'istituzione dovrebbe disporre di una politica di conservazione digitale in atto. La digitalizzazione richiede una gestione attiva per garantire che le copie digitalizzate non vengano danneggiate o perse. Ci sono molti fattori da considerare quando si digitalizzano materiali fotografici. Il Northeast Document Conservation Center fornisce informazioni e risorse sulla conservazione digitale.

### Duplicazione
Trasferire i negativi su un supporto più stabile come il poliestere è il modo migliore per preservare la longevità delle immagini. 

## Trattamenti conservativi
La pellicola deteriorata che richiede un lavoro di conservazione dovrebbe essere condotta da un conservatore di fotografie. Sono disponibili diverse risorse per aiutare a trovare un conservatore, tra cui l'American Institute for Conservation of Historic and Artistic Works (AIC), il Northeast Document Conservation Center (NEDCC) e il Conservation Center for Art and Historic Artifacts (CCAHA).

### Nitrato
Si sconsiglia di eseguire trattamenti conservativi sul nitrato. Le migliori opzioni sono la conservazione a freddo per prevenire ulteriore deterioramento (soprattutto se la pellicola si trova a livelli di deterioramento inferiori), digitalizzare la pellicola di nitrato o duplicarla su un supporto più stabile come il poliestere. Se si riscontra che il nitrato ha livelli di deterioramento più elevati, si consiglia di distruggere la pellicola di nitrato originale a causa dei rischi per la salute e la sicurezza. 

### Acetato
La conservazione a freddo è l'opzione migliore per la conservazione preventiva della pellicola di acetato di cellulosa poiché rallenta il processo di deterioramento. Come per il nitrato, si suggerisce anche che gli sforzi di digitalizzazione e duplicazione siano utili per fornire copie di accesso. È tuttavia possibile effettuare alcuni trattamenti conservativi sulla pellicola di acetato.
Lo "stripping" è una tecnica utilizzata da conservatori qualificati su pellicole di acetato canalizzate. Questo processo consente al conservatore di separare lo strato di emulsione di gelatina dalla base di pellicola di acetato in deterioramento in una vasca da bagno e quindi di riattaccare o duplicare lo strato di emulsione di gelatina su un altro foglio di pellicola. Questo processo è piuttosto noioso e costoso e non sempre ha successo, quindi non è sempre un'opzione praticabile per tutti. 

## Ostacoli alla conservazione e al restauro

### Danni o deterioramenti irreversibili
Come descritto sopra, i materiali di celluloide sono chimicamente instabili e si deteriorano naturalmente nel tempo. Una volta che i materiali hanno raggiunto livelli elevati di deterioramento, la pellicola spesso subisce danni irreversibili, inclusa la perdita di immagine. È importante digitalizzare o duplicare questi materiali prima che subiscano danni irreversibili.

### Costo
La conservazione a freddo (congelatori) può essere costosa e proibitiva per molte istituzioni. Anche la digitalizzazione può essere costosa; i fattori che devono essere considerati sono le dimensioni e l'utilizzo della raccolta, lo spazio disponibile per l'archiviazione e le risorse finanziarie. 
Le fotografie deteriorate possono richiedere un trattamento di conservazione specializzato da parte di un conservatore di fotografie professionista, spesso una procedura costosa, impegnativa e dispendiosa in termini di tempo. Per la maggior parte delle fotografie presenti nelle collezioni di ricerca, la conservazione di un singolo esemplare di fotografie deteriorate probabilmente non è una soluzione fattibile o economicamente vantaggiosa. 

### Accesso
La conservazione a freddo può essere proibitiva per l'accesso a causa dei periodi di acclimatamento richiesti per utilizzare la pellicola.

## Organizzazioni professionali di conservazione e restauro
- American Institute for Conservation of Historic and Artistic Works (AIC)
- Association of Moving Image Archivists (AMIA)
- Conservation Center for Art and Historic Artifacts (CCAHA)
- Image Permanence Institute (IPI)
- International Council on Archives (ICA)
- International Council of Museums - Committee for Conservation (ICOM-CC)
- International Institute for Conservation of Historic and Artistic Works (IIC)
- Northeast Document Conservation Center (NEDCC)
- Society of American Archivists (SAA)
- Visual Materials Association (VRA)

## Standard e codici etici

### Standard
L'Organizzazione internazionale per la normazione (ISO) ha diversi standard riguardanti la fotografia, la carta fotografica, le pellicole e le lastre, nonché gli ambienti sicuri per l'alloggiamento e lo stoccaggio dei materiali fotografici, incluso il Photographic Activity Test (PAT). 
Un esempio di alcuni standard ISO relativi alla conservazione e conservazione delle pellicole:
- ISO 18902:2013[43] - "Materiali per l'immagine - Materiali per l'immagine elaborati - Album, materiali per l'incorniciatura e la conservazione"
- ISO 18916:2007[44] - "Materiali per l'immagine - Materiali per l'immagine trasformati - Test dell'attività fotografica per i materiali delle custodie"
- ISO 18911:2010[45] - "Materiali per l'immagine - Pellicole fotografiche di sicurezza trattate - Pratiche di conservazione"
- ISO/TR 18931:2001[46] - "Materiali per immagini - Raccomandazioni per la misurazione e il controllo dell'umidità"

Anche l'American National Standards Institute (ANSI) ha un elenco di standard tecnici relativi alla cura e alla manipolazione dei materiali fotografici.
Un esempio di alcuni standard ANSI includono:
- ANSI IT9.11-1993 - Standard nazionale americano per i supporti di imaging - Pellicola fotografica di sicurezza lavorata - Conservazione
- ANSI IT9.16-1993 - Standard nazionale americano per i supporti per immagini - Test di attività fotografica
- ANSI IT9.2-1991 - Standard nazionale americano per supporti di imaging - Pellicole, lastre e carte elaborate fotografiche - Involucri di archiviazione e contenitori di stoccaggio

### Codici etici
Esistono diversi Codici Etici per i professionisti che lavorano nei settori della conservazione e legati alla preservazione. Il principale Codice etico di conservazione è il Codice etico e linee guida per la pratica dell'American Institute for Conservation of Historic and Artistic Works (AIC). Tuttavia, molte organizzazioni professionali hanno i propri codici, come la Dichiarazione sui valori fondamentali e il Codice etico della Society of American Archivists.